# AMT Hardballer
AMT Hardballer — серия пистолетов, являющихся частью платформы 1911 года выпуска (на основе .45 ACP M1911) производился компанией Arcadia Machine & Tool (AMT) с 1977 по 2002 год. Hardballer был первым пистолетом образца 1911 года, полностью изготовленным из нержавеющей стали. Другие функции включали регулируемый прицел и удлиненную предохранительную рукоятку.
Название Hardballer происходит от патронов G.I. с закругленным носом (цельные пули весом 230 гран с полной металлической оболочкой). Именно под эти патроны был разработан пистолет.
Все пистолеты серии Hardballer имеют матовое покрытие из нержавеющей стали и широкий спусковой крючок в стиле мишени с регулируемым предохранителем. Более поздние пистолеты Galena имеют удлиненный предохранитель в виде «кошачьего хвоста» и скошенный магазин.
- AMT Hardballer: версия Colt Gold Cup из нержавеющей стали с оптическим прицелом Micro. Стандартный вариант.
- AMT Combat Government: был разработан как спортивный пистолет, но в 1978 году компания AMT выпустила на рынок Combat Government — клон M1911 с фиксированным прицелом для полицейских управлений. С 1985 года эта модель называется «Government» без слова «Combat».
- AMT Longslide: версия с удлиненным стволом 7 дюймов (178 мм), представленная в 1980 году. Обладает теми же характеристиками, что и Hardballer, но с удлинением затвора и ствола на 2 дюйма (51 мм).
- AMT Skipper: компактная версия Hardballer, представленная в 1980 году. Имеет ствол длиной 4 дюйма (102 мм). В 1984 году Skipper исчез из ассортимента AMT.
- AMT Commando: изначально предлагался компанией AMT, затем был усовершенствован и вновь представлен в 2000 году (эта дата под вопросом) под брендом Galena Industries. Оригинальный AMT Commando представлял собой версию с 5-дюймовым (127 мм) стволом и не имел индикатора заряженного патрона и предохранителя. Усовершенствованный Commando — это компактная модель 5-дюймового (127 мм) Government с 4-дюймовым (102 мм) стволом, но с рамкой модели Government. Он выпускается под патрон .40 S&W и имеет магазин на 8 патронов.
- AMT Accelerator: длинноствольное ружьё Galena под патрон .400 Corbon с 7-дюймовым (178 мм) стволом и удлинённым дулом.
- AMT Javelina: вариант под патрон 10 мм Auto с магазином на 8 патронов, доступный как в стандартной, так и в длинноствольной версии.